# Amsterdamskolan

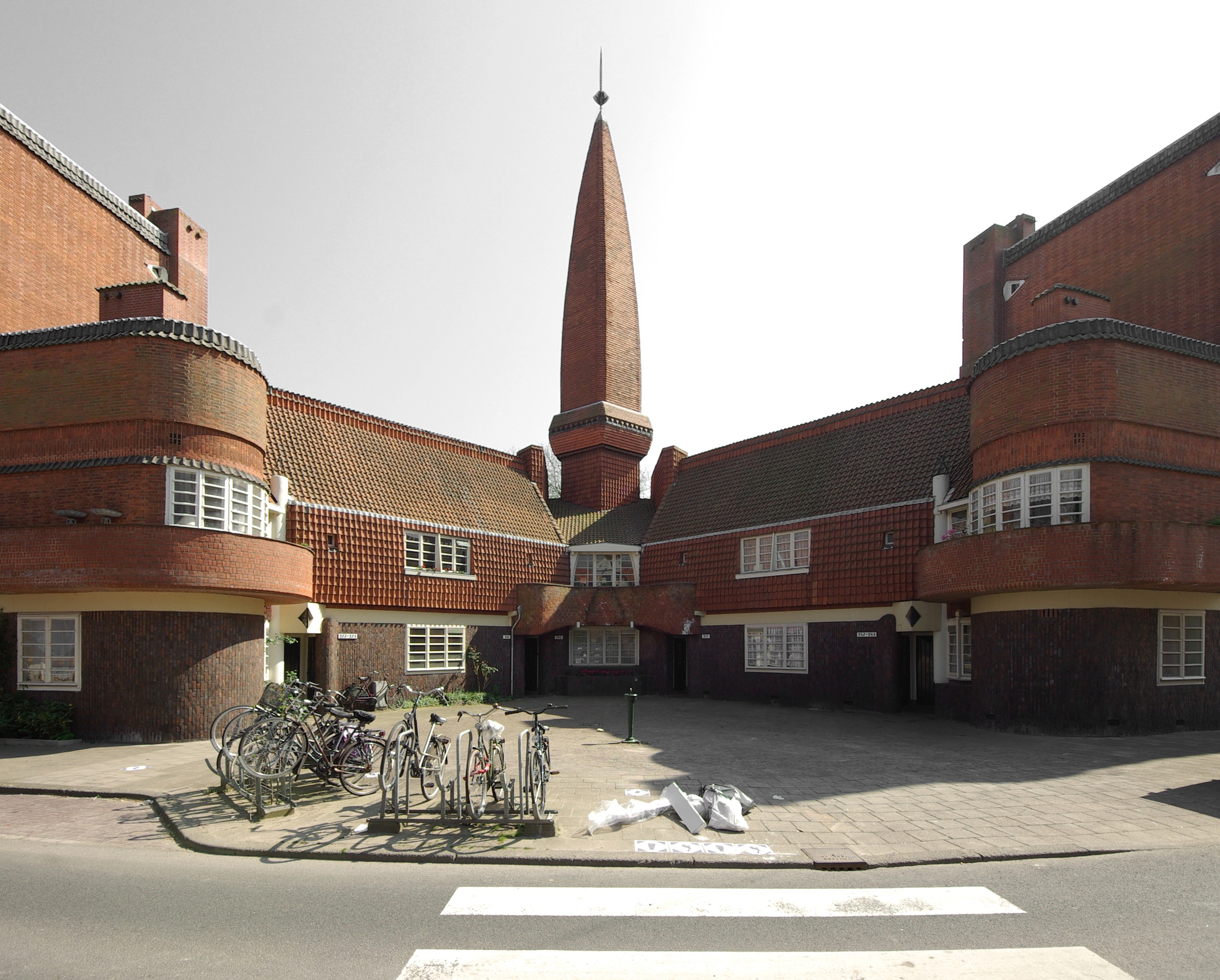
Het Schip i Amsterdam från 1917-20 av Michel de Klerk.

Amsterdamskolan var en expressiv, formrik arkitekturstil från 1910-talet, med fasader främst i tegel.
Den nederländska varianten av tegelexpressionism hade sitt centrum i Amsterdam och kom därför att kallas Amsterdamskolan. Här var de drivande krafterna arkitekterna Michael de Klerk och Piet Kramer. Ett framstående exempel för Amsterdamskolan är de Klerks stora bostadsområde Eigen Haard i Amsterdam. När de Klerk dog 1923 ebbade Amsterdamskolans inflytande ut, samtidigt som funktionalismen började växa sig stark i Europa.
Piet Kramer var en av de mest inflytelserika i Amsterdamskolan. 1911 genomförde Kramer sitt första projekt tillsammans med de Klerk och Johan van der Mey, vilket rörde utformandet av hamnbyggnaden Scheepvaarthuis i Amsterdam. Byggnaden är ett tydligt exempel på Amsterdamskolans hus med tunga, tegelklädda och rikt dekorerade fasader i en holländsk, nationalromantisk stil.